# Општина Снагов (Илфов)
Снагов (рум. Snagov) општина је у Румунији у округу Илфов.
Oпштина се налази на надморској висини од 94 m.